# Chusaris oxygramma
Chusaris oxygramma är en fjärilsart som beskrevs av Edward Meyrick. Chusaris oxygramma ingår i släktet Chusaris och familjen nattflyn. Inga underarter finns listade i Catalogue of Life.